# Meixide
Meixide ist ein Ort und eine ehemalige Gemeinde (Freguesia) im portugiesischen Kreis Montalegre. Die Gemeinde hatte 88 Einwohner (Stand 30. Juni 2011).
Am 29. September 2013 wurden die Gemeinden Meixide und Vilar de Perdizes (São Miguel) zur neuen Gemeinde União das Freguesias de Vilar de Perdizes e Meixide zusammengeschlossen.